# テンナ
テンナ（イタリア語: Tenna）は、イタリア共和国トレンティーノ＝アルト・アディジェ州トレント自治県にある、人口約1,000人の基礎自治体（コムーネ）。

## 地理

### 位置・広がり
トレント自治県南東部に位置するコムーネで、カルドナッツォ湖とレーヴィコ湖の間に位置する。ペルジーネ・ヴァルスガーナから南南東へ6km、県都トレントから東南東へ13kmの距離にある。

#### 隣接コムーネ

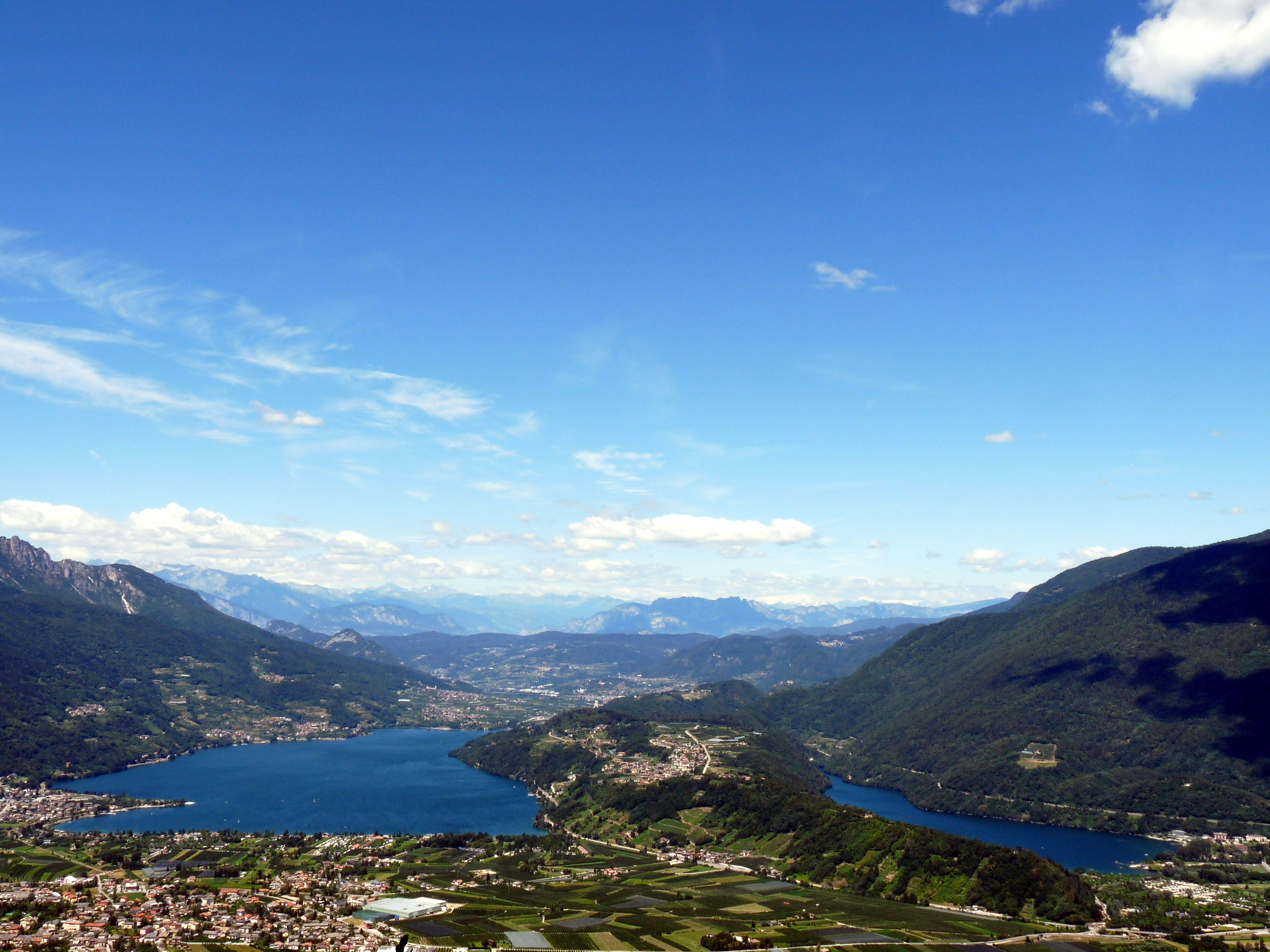
南側から見たカルドナッツォ湖（左）とレーヴィコ湖。テンナの集落は2つの湖の間に位置する。

隣接するコムーネは以下の通り。
- カルドナッツォ
- レーヴィコ・テルメ
- ペルジーネ・ヴァルスガーナ

## 行政

### Comunita di valle
トレント自治県が設置した広域行政組織 Comunita di valle "Comunita Alta Valsugana e Bersntol" （事務所所在地: ペルジーネ・ヴァルスガーナ）に属する。